# Liu Xiangrong
Liu Xiangrong (chinesisch 劉 相蓉 / 刘 相蓉, Pinyin Liú Xiāngróng; * 6. Juni 1988 in Hohhot) ist eine chinesische Leichtathletin, die sich auf das Kugelstoßen spezialisiert hat.

## Sportliche Laufbahn
Erste internationale Erfahrungen sammelte Liu Xiangrong im Jahr 2007, als sie bei den Asienmeisterschaften in Amman mit einer Weite von 17,65 m auf Anhieb die Goldmedaille gewann. 2009 belegte sie bei den Weltmeisterschaften in Berlin mit 18,52 m den neunten Platz und gewann anschließend bei den Asienmeisterschaften in Guangzhou mit 17,55 m die Silbermedaille hinter ihrer Landsfrau Gong Lijiao. Im Jahr darauf schied sie bei den Hallenweltmeisterschaften in Doha mit 18,34 m in der Qualifikation aus und 2011 gewann sie bei den Asienmeisterschaften in Kōbe mit 18,30 m die Silbermedaille hinter ihrer Landsfrau Meng Qianqian und schied anschließend bei den Weltmeisterschaften in Daegu mit 18,22 m in der Qualifikation aus. 2012 siegte sie bei den Hallenasienmeisterschaften in Hangzhou mit 18,37 m und wurde anschließend bei den Hallenweltmeisterschaften in Istanbul mit 18,63 m Fünfte. Zudem qualifizierte sie sich für die Olympischen Spiele in London, bei denen sie mit 19,18 m im Finale den fünften Platz belegte. 2013 siegte sie bei den Asienmeisterschaften in Pune mit 18,67 m und gewann anschließend bei der Sommer-Universiade in Kasan mit 18,58 m die Silbermedaille hinter der Russin Irina Tarassowa. Bei den Weltmeisterschaften in Moskau erreichte sie mit 18,04 m Rang neun und siegte anschließend bei den Ostasienspielen in Tianjin mit einem Stoß auf 18,40 m. Nach mehreren weniger erfolgreichen Jahren wurde sie 2017 auf ein Dopingmittel getestet und daraufhin bis 2019 gesperrt.

## Persönliche Bestleistungen
- Kugelstoßen: 19,24 m, 25. Juli 2012 in Wiesbaden
  - Kugelstoßen (Halle): 18,81 m, 6. März 2013 in Nanjing